# Gare de Fairmount Avenue
La Fairmount Avenue Station est une ancienne gare ferroviaire de la New Jersey Transit sur la Pascack Valley Line. La gare est l'une des trois stations de chemin de fer de Hackensack au New Jersey (États-Unis) et est située à l'intersection entre l'avenue Fairmount et l'avenue du Temple.